# Erwin Franzen
Erwin Franzen, né le 5 octobre 1956 à Nidrum est un homme politique belge germanophone, membre du Christlich Soziale Partei.
Il est ingénieur industriel (Institut Gramme, Liège). 
Il est directeur des ventes.

## Fonctions politiques
- 1983-1989 : membre du CPAS de Bütgenbach
- 1986-     : membre du conseil de la communauté germanophone
- 1989-     : conseiller communal à Bütgenbach
- 2001-     : échevin à Bütgenbach
- 2004-2009 : membre du parlement germanophone.